# Kate Moss
Kate Moss, plným jménem Katherine Ann Moss, (* 16. ledna 1974 Londýn) je anglická supermodelka a módní návrhářka. Stala se tváří mnoha slavných kosmetických a oděvních značek. Do povědomí se dostala také díky vztahu s americkým hercem Johnny Deppem nebo se zpěvákem Petem Dohertym.

## Dětství
Narodila se 16. ledna 1974 v londýnském Croydonu ve Velké Británii. Její matka je Linda Rosina (Shepherd) a otec Peter Edward Moss, zaměstnanec cestovní kanceláře. Má mladšího bratra Nicka Mosse. Její rodiče se rozvedli, když jí bylo třináct let.

## Modelka
Byla objevena, když se v roce 1988 vracela z rodinné dovolené na Bahamách do Anglie. Na letišti si jí všimla Sarah Doukas z modelingové agentury Storm. V té době jí bylo čtrnáct let. Velký úspěch zaznamenala už díky prvnímu fotografování pro časopis The Face, kde se objevila na obálce nahá. Na modelku byla ale neobvykle malá a ve srovnání s ženskými supermodelkami 80. let i velice hubená a právě proto se stala novým typem antimodelky a odstartovala novou vlnu v modelingu, tzv. waif look (waif znamená anglicky zanedbanec, otrhanec, vagabund).
Stala se postupně tváří téměř všech významných značek, na počátku své kariéry proslula díky kampani pro Calvina Kleina.

### Kampaně

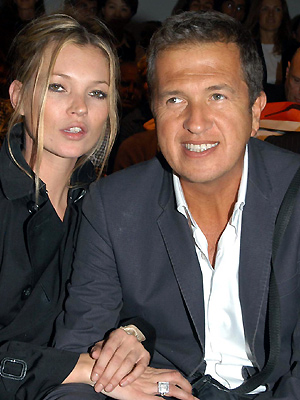
Kate Moss a peruánský módní fotograf Mario Testino

Reklamní plakáty v New Yorku

Agent Provocateur, Beymen, Bvlgari, Burberry, Cacharel, Calvin Klein, Cerruti, David Yurman, Donna Karan, Dior, Dolce & Gabbana, Fendi, GGPX, Givenchy, Gloria Vanderbilt, Gucci, H&M, H. Stern, Chanel, Jaspal, Joop, Longchamp, Louis Vuitton, Missoni, Pepe Jeans, Rimmel, Roberto Cavalli, Stella McCartney, Versace, Yves Saint-Laurent, Zara, Mango (firma)

### Obálky
Objevila se a stále objevuje na obálkách prestižních módních časopisů celého světa. Například na obálkách americké, britské i francouzské Vogue (samozřejmě i na dalších), Another, Vanity Fair, the Face a W. Na obálce britské Vogue se objevila celkem čtyřiadvacetkrát.

### Fotografové
Během své dlouholeté kariéry spolupracovala s mnoha významnými fotografy, např.
- Mario Testino
- Mario Sorrenti
- Steven Klein
- Juergen Teller
- Peter Lindbergh

## Módní návrhářka
V roce 2007 podepsala smlouvu s britskou oděvní firmou Topshop a navrhla svou první kolekci oblečení a doplňků a ve spolupráci dále pokračují. V témže roce představila také vlastní vůni s názvem Kate Moss.

## Módní vzor
Svým stylem ovlivňuje miliony žen na celém světě. Odstartovala mnoho módních trendů a oblečení nebo doplňky, které nosí, mají zaručený dobrý prodej. V posledních letech zpopularizovala superkrátké džínové šortky, boty Ugg, baleríny, boty od Vivienne Westwoodové tzv. Pirate Boots nebo boty v indiánském stylu, tzv. minetonkas, superúzké, elastické džíny, tzv. skinny jeans, vestičky, šátek s lebkami od Alexandra McQueena, šálu s leopardím vzorem od značky Louis Vuitton, kabelku Balenciaga, vintage oblečení, zvířecí vzory, zejména leopardí a zebří.

## Zpěvačka
Je známa svojí láskou k rockové hudbě, možná také proto prošlo jejím životem několik hudebníků. 
Objevila se ve videoklipu kapely The White Stripes - I Just Don't Know What To Do With Myself, kde tančí u tyče. Její hlas můžete slyšet i ve skladbě Some Velvet Morning od Primal Scream, kde debutovala jako zpěvačka.

## Osobní život
Po jejím boku se vystřídalo několik mužů.
- Mario Sorrenti, módní fotograf
- Johnny Depp, americký herec, pravděpodobně její životní láska. S Deppem se seznámila v roce 1994 v New Yorku a jejich bouřlivý vztah trval až do roku 1997.
- Jefferson Hack, majitel časopisu Dazed & Confused, jejich vztah trval od roku 2001, 29. září 2002 se jim narodila dcera Lila Grace.
- Pete Doherty, frontman kapely Babyshambles, seznámili se v lednu roku 2005 na její narozeninové oslavě a jejich vztah trval až do "kokainového skandálu", tedy do září 2005, kdy byla přistižena, jak ve zkušebně Dohertyho kapely šňupe kokain.
- Jamie Hince, kytarista rockové kapely The Kills, od roku 2007 se objevuje po boku Kate. 1. července 2011 se vzali v Southrop.